# ザバイカリエ地方

ザバイカリエ地方
ロシア語: Забайкальский край

ザバイカリエ地方（ザバイカリエちほう、ロシア語: Забайка́льский край ザバイカーリスキー・クライ）はロシア連邦の地方（クライ）。2007年4月に行われた住民投票でチタ州とアガ・ブリヤート自治管区の合併が決定、2008年3月1日に両者が統合されザバイカリエ地方が発足した。

## 地理
歴史的にはザバイカルと呼ばれてきた地域にあたる。

### 境界線
中華人民共和国とは998km、モンゴル国とは868kmの国境を有し、国内ではイルクーツク州とアムール州とブリヤート共和国とサハ共和国に隣接する。

### 時間帯
この地域は、ヤクーツク時間帯の標準時を使用している。時差はUTC+9時間で、夏時間はなく、日本標準時と同じである（2014年10月まではヤクーツク時間を採用していて、2011年3月までは標準時がUTC+9で夏時間がUTC+10、2011年3月から2014年10月までは通年UTC+10、2016年3月まではイルクーツク時間を採用していて、通年UTC+8であった）。

## 行政区画

### 地方直轄市
- チタ市（Чита）
  - 中央区（Центральный район）
  - チェルノフスキー区（Черновский район）
  - インゴジンスキー区 （Ингодинский район）
  - 鉄道区（Железнодорожный район）
- クラスノカメンスク市（Краснокаменск）
- ボルジャ市（Борзя）
- ペトロフスク＝ザバイカリスキー市（Петровск-Забайкальский）
- バレイ市（Балей）

### 閉鎖行政区域
- ゴールヌイ町（Горный）

### 地区とその都市
- カラルスキー地区（Каларский район）
  - ノーヴァヤ・チャラ町（Новая Чара）
- トゥンゴコチェン地区（Тунгокоченский район）
  - ヴェルシノ＝ダラスンスキー町（Вершино-Дарасунский）
- トゥンギル＝オリョクマ地区（Тунгиро-Олекминский район）
- モゴチャ地区（Могочинский район）
  - モゴチャ市（Могоча）
  - アマザル町（Амазар）
  - クリュチェフスキー町（Ключевский）
  - ダヴェンダ町（Давенда）
  - イタカ町（Итака）
  - クセニエフカ町（Ксеньевка）
- チェルヌイシェフスク地区（Чернышевский район） 
  - ジレケン町（Жирекен）
  - チェルヌイシェフスク町（Чернышевск）
  - アクショノヴォ＝ジロフスコエ町（Аксеново-Зиловское）
  - ブカチャチャ町（Букачача）
- スレテンスク地区（Сретенский район） 
  - スレテンスク市（Сретенск）
  - ウスチ＝カルスク町（Усть-Карск）
  - コクイ町（Кокуй）
- ガジムルスキー・ザヴォード地区（Газимуро-Заводский район）
- チタ地区（Читинский район）
  - ノヴォクルチニンスキー町（Новокручининский）
  - アタマノフカ町（Атамановка）
  - ヤブロノヴォ町（Яблоново）
- カルィムスコエ地区（Карымский район） 
  - カルィムスコエ町（Карымское）
  - ダラスン町（Дарасун）
  - クロルト・ダラスン町（Курорт Дарасун）
- シルカ地区（Шилкинский район） 
  - シルカ市（Шилка）
  - アルバガル町（Арбагар）
  - ホルボン町（Холбон）
  - ピェルヴォマイスキー町（Первомайский）
- ネルチンスク地区（Нерчинский район） 
  - ネルチンスク市（Нерчинск）
  - プリイスコヴイ町（Приисковый）]
- バレイ地区（Балейский район）
- シェロプギノ地区（Шелопугинский район）
- ネルチンスキー・ザヴォード地区（Нерчинско-Заводский район）
- ヒロク地区（Хилокский район） 
  - ヒロク市（Хилок）
  - モグゾン町（Могзон）
- ウリョトゥイ地区（Улётовский район）
  - ドロヴャナヤ町（Дровяная）
- オロヴャンナヤ地区（Оловяннинский район） 
  - カラングイ町（Калангуй）
  - ゾロトレチェンスク町（Золотореченск）
  - オロビャンナヤ町（Оловянная）
  - ヤスノゴルスク町（Ясногорск）
- アレクサンドロフスキー＝ザヴォード地区（Александрово-Заводский район）
- カルガ地区（Калганский район）
- ペトロトフスク＝ザバイカリスキー地区
  - ノヴォパヴロフカ町（Новопавловка）
  - タルバガタイ町（Тарбагатай）
  - バリャガ町（Баляга）
- クラスヌイ・チコイ地区（Красночикойский район）
- クィラ地区（Кыринский район）
- アクシャ地区（Акшинский район）
- オノン地区（Ононский район）
- ボロジャ地区（Борзинский район） 
  - シェルロヴァヤ・ゴラー町（Шерловая Гора）
- ザバイカリスク地区（Забайкальский район）
  - ザバイカリスク町（Забайкальск）
- クラスノカメンスク地区（Краснокаменский район）
- プリアルグンスク地区（Приаргунский район） 
  - プリアルグンスク町（Приаргунск）
  - クリチカ町（Кличка）

### アガ・ブリヤート自治管区
- モゴイトゥイ地区 （Могойтуйский район） 
  - モゴイトゥイ町（Могойтуй）
- アギンスコエ地区 （Агинский район）
  - アギンスコエ町（Агинское）
  - ノヴォオルロフスク町（Новоорловск）
  - オルロフスキー町（Орловский）
- ドゥリドゥルガ地区 （Дульдургинский район）

## 歴代知事
1. ラヴィーリ・ゲニアトゥーリン（2008年 - 2013年）合併前のチタ州知事
2. コンスタンチン・イリコフスキー（2013年 - 2016年）
3. ナタリア・ジダーノワ（英語版）（2016年 - 2018年）
4. アレクサンドル・クラーコフ（英語版）（2018年）代行
5. アレクサンドル・オシポフ（ロシア語版）（2018年 - ） 2018年から2019年まで代行